# Saxesjön, Halland
Saxesjön är en sjö i Falkenbergs kommun i Halland och ingår i Ätrans huvudavrinningsområde. Sjön är 7,7 meter djup, har en yta på 0,106 kvadratkilometer och befinner sig 125 meter över havet.